# Державний архів Житомирської області
Державний архів Житомирської області — один з найбільших серед обласних архівів України як за обсягом документальних матеріалів, так і їх «географією». У фондах архіву зберігаються матеріали з історії не лише Житомирської, а й Рівненської, Волинської, Хмельницької, Тернопільської, Київської, Вінницької областей, які входять до історичних регіонів Волині, Поділля та Київщини. Є також документи про населені пункти республіки Молдова.

## Адреса
10003 Україна, Житомир, вул. Охрімова Гора, 2/20 (корп.1) та вул. Замкова, 3 (корп. 2)

## Історія
У травні 1893 року в Житомирі відкрито Волинське єпархіальне давньосховище, яке стало одним з найбільших на Волині зібранням пам'яток старовини, зокрема, рукописів та архівних документів.
Завідував давньосховищем один з найактивніших діячів краєзнавчого руху — Орест Фотинський.
Завдяки його зусиллям фонди постійно поповнювалися стародруками, рукописами, унікальними документами.
У 1920 році було засновано Волинську губернську архівну комісію, яка підпорядковувалася губернському відділу народної освіти.
З 1922 року наказом Волинського губвиконкому № 32 від 12 червня створено Волинське губернське архівне управління (губарх). Очолив губарх все той же Орест Фотинський. На початку 20-х років головним завданням житомирських архівістів була концентрація розпорошених матеріалів, їх облік та систематизація. Вже на 1 серпня 1925 року у сховищах губарху налічувалося понад 600 тисяч одиниць зберігання.
31 серпня 1925 року Волинський губарх реорганізовано в Окружне архівне управління. Наприкінці 20-х років в архіві значно активізувалася науково-дослідницька робота. Головним організатором і натхненником якої був вчений-архівіст Володимир Гнатюк. За його ініціативою 1928 року започатковано мережу добровільних архівних кореспондентів, у 1930 році створено історико-археографічний кабінет.
Архів значно постраждав під час Другої Світової Війни — за два з половиною роки окупації Житомирський обласний архів втратив 358 тис. справ, у тому числі понад 200 фондів повністю.

## Фонди
У архівосховищах (разом з колишнім партархівом) зберігається 1426 792 од.зб., що об'єднані у 9201 фонд.
Один з найдавніших документів, який визнано унікальним та датується 1561 роком, — це лист Великого князя Литовського Сигізмунда-Августа про звільнення бояр Виговських від всіляких повинностей крім служби земської господарської.
У ряді фондів зберігаються документи кінця XVI—XVII ст. Загальна кількість виявлених документів цього періоду становить понад 600 од. Серед них — привілей на дворянство, виданий 1603 року Королем Польським і Великим Князем Литовським Сигізмундом овруцьким боярам Невмержицьким. Значний інтерес становлять також справи про дворянське походження родів Виговських і Тетер, документи з автографами польських королів від Сигізмунда І до Станіслава-Августа, патенти підписані відомим діячем польського національно-визвольного руху Тадеушем Костюшко, датовані 1794 роком, актові документи та інвентарі маєтків XVIII ст. тощо.
В архіві зберігаються унікальні документи, пов'язані з іменами видатних діячів української та світової науки і культури, політиків, державотворців. Це зокрема, метричний запис про вінчання Оноре де Бальзака, метрики про народження Володимира Короленка, Лесі Українки, Максима Рильського, Івана Огієнка, Олега Ольжича (О. Кандиби), Івана Фещенка-Чапівського, Сергія Корольова та багатьох інших.
В архіві є документи установ та організацій міського, станового та земського самоврядування: городового магістрату, Житомирської міської думи, Житомирської міської управи, Волинського дворянського депутатського зібрання, дворянських опік, Волинського губернського комітету в селянських справах, Житомирської ремісної управи, Волинської губернської земської управи, повітових земських управ, статистичного бюро Волинської губернської земської управи.
Архів зберігає документи установ суду, прокуратури та т.зв. «охранки»: Волинського головного суду, Волинської палати цивільного суду, Волинської палати карного суду, повітових та земських судів, Волинської об'єднаної палати карного та цивільного суду, Житомирського окружного суду, мирових судів Житомирського судово-мирового округу, з'їздів мирових суддів судово-мирових округів, Волинського губернського прокурора.
В архіві зосереджені документи фінансово-податкових установ та банків: Волинської казенної палати, податкових інспекторів Житомирської губернської скарбниці, повітових скарбниць, Волинського губернського акцизного управління, Житомирського відділення державного банку, Волинського відділення селянського поземельного банку.
Документи громадських установ та організацій зосереджені у фондах Волинського місцевого управління Російського товариства Червоного Хреста, Житомирського комітету Всеросійського Союзу міст допомоги хворим та пораненим воїнам, Волинського товариства хмелярства, правління Житомирського міського товариства страхування майна.
Історію релігії та церковних установ характеризують фонди Волинської духовної консисторії, Луцько-Житомирської римсько-католицької духовної консисторії, Волинської єпархіальної училищної ради, церков, костьолів, монастирів, крім того, в них є метричні церковні книги.
В архіві зберігаються фонди особового походження купців Журавльових, волинського губернатора О. П. Кутайсова, викладача Житомирського жіночого духовного училища О. А. Фотинського, барона І. М. Шодуара.
Архівні фонди характеризують стан сільського господарства, промисловості та торгівлі на Волині, рівень народної освіти та охорони здоров'я. В документах до 1917 р. є відомості про період Вітчизняної війни 1812 р.; про польські повстання 1830—1831, 1863—1864 рр., про учасників повстань Станіслава-Гавриїла Ворцеля, Сигізмунда Сєраковського, про драматурга М. Л. Кропивницького, вченого та винахідника К. Е. Ціолковського.
В архіві є фонди установ періоду влади Тимчасового уряду — Волинського губернського комісара, Житомирського міського виконавчого комітету ради об'єднаних громадських організацій, Волинського губернського комісара Тимчасового уряду, Волинського губернського земельного комітету, Волинської окружної комісії в справах про вибори до установчих зборів, Волинського губернського старости, Волинської губернської державної варти, Житомирської повітової тимчасової земельно-ліквідаційної комісії.
Зберігає архів фонди органів народної освіти, культурно-освітніх установ та навчальних закладів: відділів народної освіти, управлінь профтехосвіти, гімназій, дитячих будинків, інститутів, комун, курсів, робфаків, технікумів, училищ, шкіл, станцій, територіального центру КТІ та пропаганди, архівів, музеїв, філармонії, відділення музично-хорового товариства, будинку народної творчості, будинків культури, бібліотек, видавництв, лекційного бюро, обласної редакційної колегії "Історії міст та сіл Житомирської області, обласного управління в справах видань, поліграфії та книжкової торгівлі, управління з охорони таємниць у пресі, Житомирської організації Спілки письменників України, обласного відділу в справах мистецтв.

### Обсяг фондів
- 9211 фондів, 1409941 од. зб. (20986 л. м) за 1795—2004 рр.
- 44 од. зб. кінодокументів за 1971—1992 рр.
- 18314 од. зб. фотодокументів за 1906—2004 рр.
- 211 од. зб. фонодокументів за 1960—2001 рр.
- 2 од. зб. відеодокументів за 2001—2004 рр